# Kernkraftwerk Haddam Neck
Das Kernkraftwerk Haddam Neck (auch als Kernkraftwerk Connecticut Yankee bekannt) in der Nähe von Haddam Neck im US-Bundesstaat Connecticut, verfügte über einen Druckwasserreaktor. Der Eigentümer und Betreiber war die Connecticut Yankee Atomic Power Station Corporation.

## Geschichte
Das Kraftwerk wurde ab dem 1. Mai 1964 gebaut. Am 7. August 1967 nahm der Reaktor den Betrieb auf. Der Reaktor hatte eine Leistung von 603 MWel. und war damit der mit Abstand leistungsstärkste unter den bis zu diesem Zeitpunkt weltweit betriebenen (zum Vergleich: das bis anhin leistungsstärkste Werk der USA, Indian Point Block 1, leistete 285 MW, Gundremmingen A brachte es auf 250 MW).    
Der Reaktor wurde am 5. Dezember 1996 stillgelegt. Grund war die Feststellung der amerikanischen Aufsichtsbehörde Nuclear Regulatory Commission, dass das Notkühl-System nicht mehr dem aktuellen Stand von Wissenschaft und Technik entsprach und die Entscheidung des Betreibers, aus wirtschaftlichen Gründen auf eine Nachrüstung zu verzichten. Der Rückbau der Anlage wurde 2006 erfolgreich beendet.

## Daten der Reaktorblöcke
Es gab einen Block:
| Reaktorblock | Reaktortyp         | Netto- leistung | Brutto- leistung | Baubeginn  | Netzsyn- chronisation | Kommer- zieller Betrieb | Abschal- tung |
| ------------ | ------------------ | --------------- | ---------------- | ---------- | --------------------- | ----------------------- | ------------- |
| Haddam Neck  | Druckwasserreaktor | 560 MW          | 603 MW           | 01.05.1964 | 07.08.1967            | 01.01.1968              | 05.12.1996    |